# طاقة السطح

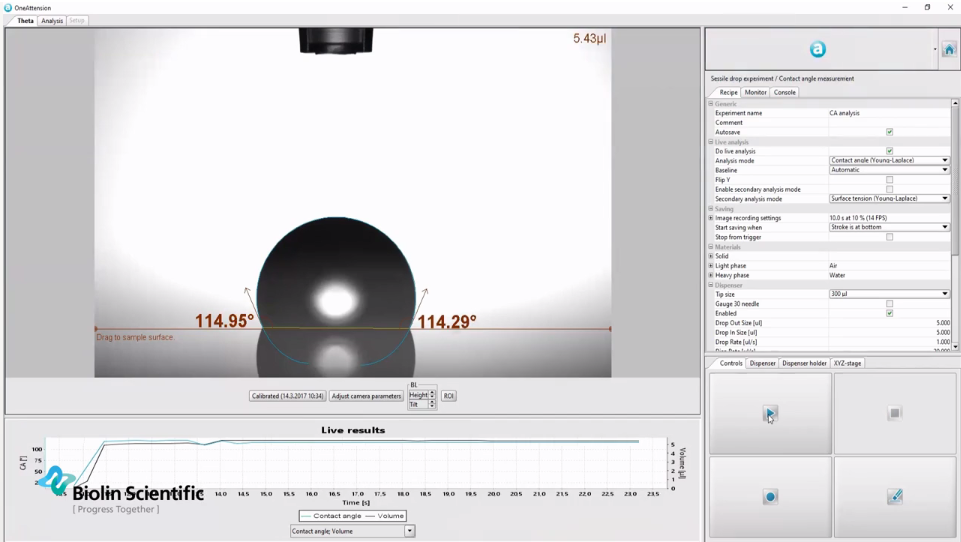

تقيس طاقة السطح مدى تحطم الروابط بين الجزيئية الذي يحدث عند تشكل سطح ما. وفي فيزياء المواد الصلبة، يجب أن يكون للسطوح أقل طاقة ممكنة (أقل توتر سطحي) مقارنة بطاقة المادة نفسها، وإلا ستتشكل قوة دافعة لتكوين سطوح تعمل على إلغاء وتغليف عمق المادة. يمكن إذن تعريف طاقة السطح بأنها الطاقة الفائضة في سطح المادة مقارنة بالطاقة داخلها.
في الموائع، التوتر السطحي (القوة في وحدة الطول) وكثافة طاقة السطح متماثلان. فالماء ذو كثافة لطاقة السطح مساوية لـ 0.072 جول/متر مربع وتوتره السطحي مساوي لـ 0.072 نيوتن/متر.
إن قطع جسم صلب إلى قطع يؤدي إلى تحطيم الروابط، وهذا يستهلك طاقة ما، فإذا كان الأمر بالعكس، فإن مصونية الطاقة ستعني أن الطاقة المستهلكة في عملية القطع ستساوي الطاقة الموجودة في السطحين الجديدين المتشكلين بالقطع. إن وحدة طاقة السطح حينئذ هي نصف طاقة التماسك للمادة نفسها، وجميع الأشياء الأخرى ستكون متساوية، وعمليًا هذا الافتراض صحيح فقط إذا شكّل السطح حديثًا في الفراغ. 
تغير السطوح غالبًا شكلها مبتعدة عن نموذج «رابطة منقسمة» البسيط المشروح سابقًا. فالسطوح هي مناطق فعالة جدًا، بحيث تعيد ترتيب نفسها أو تتفاعل بحيث تنقص الطاقة بعمليات مثل الامتزاز أو التخميل.

## قياس طاقة السطح لمادة سائلة
معادلة يونغ
تعرف معادلة يونغ توازنات القوى لقطرة رطبة على سطح جاف. إذا كان السطح صاداً للماء فإن زاوية الاتصال لقطرة الماء ستكون أكبر. وعلى العكس من ذلك فإن ظاهرة إلفة الماء تميز السطوح بزوايا اتصال أصغر وقوى سطحية أكبر. يمكن التعبير عن معادلة يونغ بالشكل التالي:
{\displaystyle \gamma _{\mathrm {SL} }+\gamma _{\mathrm {LV} }\cos {\theta _{\mathrm {c} }}=\gamma _{\mathrm {SV} }\,}
حيث: {\displaystyle \gamma _{\mathrm {SL} }}، و{\displaystyle \gamma _{\mathrm {LV} }}، و{\displaystyle \gamma _{\mathrm {SV} }} قوى التوتر السطحي بين المادة الصلبة والسائل، وبين السائل والغاز، وبين المادة الصلبة والغاز. يرمز {\displaystyle \theta _{\mathrm {c} }} إلى زاوية الاتصال عند التوازن للقطرة مع السطح.
تفترض معادلة يونغ وجود سطح أملس، لكن في الحالات الواقعية تؤدي خشونة السطح ووجود الشوائب إلى انحراف قيمة زاوية الاتصال عند التوازن عن القيمة الموصوفة في معادلة يونغ.

## قياس طاقة السطح لمادة صلبة
يتم قياس طاقة السطح لمادة صلبة عادة عند درجات حرارة مرتفعة. عند درجات الحرارة هذه تتغير مساحة السطح وكذلك زحف المادة الصلبة مع ملاحظة أن الحجم يبقى ثابتاً تقريباً. بفرض {\displaystyle \gamma } هي كثافة الطاقة السطحية لقضيب أسطواني ذي نصف قطر {\displaystyle r} وطول {\displaystyle l} عند درجة حرارة عالية، وبوجود إجهادات شد محورية ثابتة {\displaystyle P} فإنه عند التوازن سيكون التغير في طاقة جيبس الحرة الكلية معدوماً وبالتالي نستطيع أن نكتب:
{\displaystyle \delta G=-P~\delta l+\gamma ~\delta A=0\qquad \implies \qquad \gamma =P{\cfrac {\delta l}{\delta A}}}
حيث: {\displaystyle G} هي طاقة جيبس الحرة، و{\displaystyle A} هي مساحة السطح للقضيب:
{\displaystyle A=2\pi r^{2}+2\pi rl\qquad \implies \qquad \delta A=4\pi r\delta r+2\pi l\delta r+2\pi r\delta l}
أيضاً: بما أن حجم القضيب ({\displaystyle V}) ثابت فإن التغير الحجمي ({\displaystyle \delta V}) سيكون معدوماً، أي أن:
{\displaystyle V=\pi r^{2}l={\text{constant}}\qquad \implies \qquad \delta V=2\pi rl\delta r+\pi r^{2}\delta l=0\implies \delta r=-{\cfrac {r}{2l}}\delta l~.}
وبالتالي يمكن التعبير عن كثافة الطاقة السطحية بالعلاقة التالية:
{\displaystyle \gamma ={\cfrac {Pl}{\pi r(l-2r)}}~.}
يمكن حساب طاقة السطح لمادة صلبة إذاً عبر قياس {\displaystyle P}، و{\displaystyle r}، و{\displaystyle l} في حالة التوازن